# جي. روبرت لينون
جي. روبرت لينون (بالإنجليزية: J. Robert Lennon) (7 مايو 1970)؛ كاتِب ومؤلِّف وروائي أمريكي. درس في جامعة بنسيلفانيا.

## روابط خارجية
- جي. روبرت لينون على موقع IMDb (الإنجليزية)